# Kalàixnikov (pel·lícula)
Kalàixnikov (rus: Калашников, romanitzat: Kalàixnikov) és una pel·lícula biogràfica russa de 2020, dirigida per Konstantín Buslov, sobre la vida i trajectòria de Mikhaïl Kalàixnikov, inventor del fusell d'assalt AK-47. La pel·lícula no s'ha doblat ni subtitulat al català.
Elena Kalàixnikova, filla del dissenyador i consultora de Kalashnikov Concern, va participar en la producció de la pel·lícula. Va ser protagonitzada per Yura Borisov, Olga Lerman, Artur Smolianínov i Eldar Kalimulin. i estrenada a Rússia el 20 de febrer de 2020 per Megogo Distribution.

## Trama
La pel·lícula comença amb una seqüència (complementada per flaixbacs posteriors) en què es veu Mikhaïl Kalàixnikov, fill d'un jove granger del Massís de l'Altai, treballant en secret en un fusell de joguina funcional.
El 1941, en plena Segona Guerra Mundial, l'ara adult Kalàixnikov serveix com a comandant de tancs a l'Exèrcit Roig. Durant la batalla de Bryansk, Kalàixnikov és greument ferit mentre treia un canó antitanc alemany, i és tret del front. Mentre són transportats a la rereguarda, ell i un company es troben amb un grup de soldats alemanys, i és testimoni de l'embús de la nova metralladora PPSh-41 del seu company en un moment crític a causa d'errors de disseny a la revista. Això l'inspira a utilitzar el seu talent auto adquirit per inventar per dissenyar una nova arma automàtica per a l'exèrcit soviètic.
De camí a casa, Kalàixnikov visita l'estació de Matai a Almati, RSS Kazakhstan, on abans treballava com a enginyer, però va ser acomiadat per utilitzar el taller del dipòsit per construir els seus dissenys d'armes privades. Fa una crida al seu antic superior, Pàvel Krotov, perquè li deixi muntar el seu últim invent, però ell es nega. Quan Kalàixnikov proposa el seu disseny a un oficial d'alt rang anomenat Basarov, obté l'autorització per continuar i, amb l'ajuda dels treballadors de l'estació, munta amb èxit la seva nova metralladora. Mentre intenta portar-lo a Basarov, és detingut per error, però Basarov s'adona del disseny innovador de l'arma i l'envien a avaluació. Com a resultat, Kalàixnikov és alliberat i animat a presentar la seva arma al general Pàvel Kurbatkin, el comandant del districte d'e l'Àsia Central, que l'aprova per a un concurs nacional de disseny d'armes.
Kalàixnikov és enviat a Golutvin, la instal·lació de proves d'armes de Shchurov, on competirà contra prestigiosos dissenyadors d'armes com Aleksei Sudaiev i Sergei Korovin; allà també coneix l'Ekaterina Moiseeva, una assistent de disseny i la seva futura dona. Tot i que la seva arma finalment perd davant l'arma de Sudaiev, un subfusell PPS, se li dóna permís per treballar en nous dissenys, i els seus amics també l'encoratgen a continuar la seva feina. Quan la guerra arriba a la fi, Kalàixnikov té un nou fusell automàtic preparat, l'AK-47, i és enviat a la fàbrica d'armes de Kovrov per millorar-lo. Impacient per veure si funciona, i se li denega una prova al camp de tir, fa el seu propi judici amb èxit, en què és arrestat per provar la seva arma a la intempèrie sense autorització i portat al general Vassili Degtyaryov, un notable dissenyador d'armes a qui Kalàixnikov considera el seu competidor més ferotge. No obstant això, Degtyaryov, expressant el seu sincer respecte pel talent de Kalàixnikov i la superioritat del seu disseny, es retira de la competició i l'arma de Kalàixnikov passa la prova del govern. El 1949, després de les primeres proves de camp importants, la nova arma va ser aprovada per a la producció en massa. Kalàixnikov és condecorat i se li concedeix una excedència prolongada, que utilitza per visitar la seva mare a la granja de casa seva juntament amb la seva dona i els seus fills.

## Repartiment
- Yura Borisov com a Mikhaïl Kalàixnikov
- Olga Lerman com a Ekaterina «Katya» Moiseyeva
- Artur Smolianínov com el capità Vassili Lyutyy
- Eldar Kalimulin com Aleksandr Zaitsev (acreditat com a Zaytsev)
- Vitaly Khaev com a major general Pavel Kurbatkin
- Valeri Barinov com el general de comandament Vassili Degtiaryov
- Anatoly Lobotsky com el coronel Glukhov
- Aleksey Vertkov com el capità Lobov, NKVD
- Dmitry Bogdan com el major Alexey Sudayev
- Maksim Bityukov com Kazakov
- Armen Arushanyan com a Saakyants
- Valery Afanasiev com el mariscal en cap Nikolai Vóronov
- Sergey Gazarov com a Pavel Krotov
- Seydulla Moldakhanov com el tinent coronel Basarov
- Dmitry Kulichkov com el major Lebedev
- Igor Khripunov com a diputat Degtyarev
- Yuriy Loparyov com Kuzmich
- Aleksandr Nikolsky com a oncle Mixa
- Mikhail Gudoshnikov com a Kravtxenko
- Yevgeniy Antropov com a tinent a Almati
- Amadu Mamadakov com a guàrdia a Almati

## Producció
L'actor principal Yura Borisov subratlla que va estudiar activament el camí de la vida del seu personatge, es va dedicar a la recerca i recollida de fonts alternatives, desitjant adonar-se de la complexitat del personatge de l'armer amb els seus complexos i reflexions. Segons Borisov, va veure personalment Kalàixnikov, i quan va passar, «alguna cosa va sortir directament d'ell i va volar cap a mi! I després vaig caminar pel lloc amb ell».

### Rodatge
El treball de la pel·lícula va començar l'agost de 2018, es va dur a terme el rodatge, inclòs a la finca Apraksins, districte de Dmitrovski, óblast de Moscou, a la República de Crimea, a la ciutat de Torjok, districte de Torjokski, óblast de Tver i Shushary prop de Sant Petersburg, es van rodar escenes amb locomotores. A més, les locomotores van estar involucrades en gran nombre al Dipòsit de locomotores de l'estació de Podmoskovnaya quan es filmaven escenes a l'estació de Matai (Kazakistan Temir Zholy), on Kalàixnikov va començar a treballar en la seva primera metralladora.
Mosfilm Studios va proporcionar vestuari i accessoris; també van donar suport en el doblatge i l'enregistrament de so. L'escena de la batalla de tancs de Bryansk es va filmar al complex de cinema Voyenfilm prop de Medyn, districte de Medynski, óblast de Kaluga, utilitzant l'escenari de la pintura Frontera d'Ilinski.
Tots els models d'armes desenvolupats per Kalàixnikov van ser especialment restaurats segons els dibuixos rebuts del Museu Històric Militar d'Artilleria, Enginyers i Cos de Senyals de Sant Petersburg.

## Estrena
El 15 de febrer de 2020 va tenir lloc una projecció especial de la pel·lícula a la ciutat d'Ijevsk. La pel·lícula es va estrenar a la Federació Russa el 20 de febrer de 2020 per Megogo Distribution.